# 匈牙利—老撾關係
匈牙利－老撾關係，是指歷史上的寮國和匈牙利（包括現在寮人民民主共和國與匈牙利）之間的雙邊關係。

## 政治交流
冷战初期的老挝政府采取中立主义的外交政策，因此虽然寮國为君主立憲制国家，仍然在1962年9月12日与处于共产主义阵营的匈牙利人民共和国建立了邦交。1975年，巴特寮推翻了老挝王国，建立实行共产主义的寮人民民主共和國，此时老挝与匈牙利的双边关系也因为两国在意识形态领域的相近而得到了显著提升，两国高层互访频数增加，人文交流也得到了一定的加强。
冷战结束后，匈牙利放弃共产主义并加入欧盟与北约，而老挝也适时调整了外交政策，争取包括匈牙利在内欧盟国家的援助，奧班·維克多成为匈牙利总理后，積極推行“向東開放”外交政策，重新加强与包括老挝在内的亚洲国家在各领域的交流。两国高层也开始频繁互动。2019年，时任老挝总理通伦·西苏里访问了匈牙利，并得到了总理奧班·維克多及匈牙利外交部长西雅尔多·彼得的接见，两国高层一致同意加强各领域的合作、匈牙利对老挝的人道主义援助、簽署關於給予持外交護照人員免簽證的協議，并将两国关系提升为“战略伙伴关系”。西雅尔多·彼得也表示匈政府已经决定重新在老挝首都万象开设领事馆，以发展双边关系。而匈牙利总统阿戴尔·亚诺什也在当年10月对老挝进行了访问。
2022年11月，老挝外交部部长沙伦塞·贡马西出访匈牙利，期间，贡马西与匈牙利外长西雅尔多·彼得一同出席了老挝驻匈牙利大使馆开馆仪式，并表达了老挝政府支持匈牙利以无息贷款项方式继续援助老挝的立场，并重申将继续实施两国青年外交官经验交流计划，两国政府还签署了一份教育合作备忘录。

### 外交机构
匈牙利于寮人民民主共和國成立之初就在老挝首都万象设立了大使馆，1991年因基於預算考量而关闭，2019年，匈牙利政府决定重新在万象建立外交代表机构，目前匈牙利对老挝的外交业务由驻泰国大使馆与驻老挝大使馆办公室共同处理。
老挝于1987年在布达佩斯初次设立大使馆，1993年一度因基於預算考量而关闭，改由驻奥地利大使馆兼辖，在驻匈大使馆关闭期间，老挝也曾经设立名誉领事，以维持双边关系，2022年11月，老挝重新在布达佩斯设立大使馆。

## 经贸交流
奧班·維克多成为匈牙利总理后，積極推行“向東開放”外交政策，发展与老挝的贸易、投资关系，匈牙利进出口银行也通过贷款支持匈资企业在老挝加大援助投资，其中对寮國水资源的投资达到1亿美元，此外，匈牙利企业也在老挝投资建设了农场、沙耶武里省立医院等大型基础设施。也一定程度上促进了老挝中小企业发展。

## 人文交流
老挝人民民主共和国建立之初，就与匈牙利签署了卫生、经贸科技领域的合作协议，在“向東開放”外交政策下，匈牙利加强了对老挝的人道主义援助，匈政府与老挝在农渔业、产品质量认证、食品供应链安全体系开发、国家统计系统开发、邮政服务数位化等领域均有合作。
匈牙利与寮國于2014年首次签署教育合作协议，其后又多次续签。匈牙利政府也通过“Stipendium Hungaricum”奖学金框架等机制，为在匈牙利高等教育机构学习的老挝留学生提供50份奖学金，在2023-2025年度教育合作协议下，匈牙利政府会将奖学金名额增加至每年150份。2022年，约有400名老挝留学生在匈牙利的高等院校接受教育。